# Пиетроаса (Кампињанка)
Пиетроаса (рум. Pietroasa) насеље је у Румунији у округу Вранча у општини Кампињанка. Oпштина се налази на надморској висини од 83 m.

## Становништво
Према подацима из 2002. године у насељу је живело 522 становника, од којих су сви румунске националности.